# Ёфикатор
Ёфика́тор (от «ё» + лат. -fico ← facio — «делаю») — программа или программный модуль для текстового редактора, заменяющий букву «е» на букву «ё» в русскоязычных текстах в соответствии с правилами русского языка там, где она должна употребляться.
Также ёфикаторами называют людей, занимающихся ёфикацией; или в более широком смысле — сторонников употребления буквы «ё».
Ёфикация — процесс, выполняемый ёфикатором, то есть процесс замены буквы «е» на букву «ё», там, где вместо неё используется буква «е». Обратный процесс — замена «ё» на «е» — называется «деёфикацией».

## Описание работы программы
Для замены слов программа использует специально созданную базу русских слов.
В простых случаях замена происходит автоматически (например, «еще» на «ещё»). В более сложных ситуациях, когда возможны оба варианта написания, программа может использовать грамматический анализ контекста. Но и это не всегда позволяет сделать выбор: например, без смыслового анализа ситуации невозможно понять, ставить ли букву «ё» в последнем слове следующей фразы из романа А. Толстого «Пётр I»:

«Вот, скажут, такого господина нам бог послал, при таком-то передохнем…».

Затрудняет выбор и то, что в ряде случаев разные руководства и справочники дают разные рекомендации.
По этим причинам программ, выполняющих ёфикацию текстов в полностью автоматическом режиме, не существует. Ёфикаторы либо работают интерактивно, в спорных случаях предоставляя выбор работающему с программой пользователю, либо заменяют «е» на «ё» только в бесспорных случаях (что называется «неполная» или «быстрая» ёфикация).

### Деёфикация
В отличие от ёфикации, деёфикация может быть в полностью автоматическом режиме осуществлена в любом текстовом редакторе, имеющем функцию контекстной замены.

## Знак ёфицированного издания

Знак «Ёпирайт»

По предложению Леонида Беленького иногда ёфицированные издания помечают так называемым знаком «ёпирайта». Первым изданием, где был использован этот значок, был журнал «Бухгалтер и компьютер».

## Некоторые ёфикаторы
- «Ёфикатор» — онлайн-сервис для расстановки буквы ё в тексте;
- «Yo» — программа для Windows, работает с текстом в форматах .txt .rtf, в кодировках CP-1251 или Unicode (автор — Владимир Иванов)[6];
- «Ёфер» (zip) — макрос для документов MS Word (автор — Денис Шкаровский)[7];
- «Пишите по-русски» — макрос для документов MS Word с функцией ёфикации (автор — Николай Курдяпин);
- Ёфицирующие скрипты для текстовых редакторов VIM и XEmacs (автор — Евгений Миньковский);
- «Yoficator» — ёфикатор для PHP.
- «eyo» — ёфикатор с открытым кодом на Node.js;
- Microsoft Office Word (с версии 2013) содержит функцию поиска буквы «е», которую можно заменить на «ё» при исправлении орфографии.
- Скрипт-Ёфикатор для ёфикации статей Википедии.